# 安德烈亚·帕拉迪奥
安德烈亚·帕拉第奧（義大利語：Andrea Palladio，1508年11月30日—1580年8月19日），文藝復興時期北義大利最傑出的建築大師，也是西方历史上第一位完全以建築和舞台設計為主業、沒有兼事雕塑和繪畫的職業建築師。
帕拉第奧主要活動於威尼托，留下了教堂、宮殿（palazzo，又譯作「城市官邸」）、別墅（villa，又譯作「莊園府邸」）等不同類型、不同造價檔次的建築。威欽察城內以及週邊郊區集中了他的大部分作品，該區塊稱作「威尼托的帕拉第奥式别墅」。他被认为是西方建筑史上最具影响力的人物之一，出版过论文《建筑四书》（1570），通过这本书他的设计模型对欧洲的建筑风格造成了很深远的影响；对源自他的风格的模仿持续了三个世纪。对于古典罗马式理论，人称帕拉弟奥主义。

## 生平

### 早年生涯
帕拉第奧1508年生於威尼托的帕多瓦，原名安德烈亞·迪·皮耶羅·德拉·貢多拉（Andrea di Piero della Gondola）。他的父親皮耶羅·德拉·貢多拉是一名磨房主（一說木匠），因身為平民而沒有姓氏，衹是按當地傳統簡單地在兒子的教名後綴上父名。
帕拉第奧幼年一直在帕多瓦生活。在他的受洗教父Vincenzo Grandi的資助下，他在Bartholomeo Cavazza的作坊學習雕塑和石作。帕拉第奧遷往威欽察，並且加入當地的磚石手藝行會，成為Giovanni和Girolamo的學徒以及助手。他一直是一名石匠兼雕塑家，與以伯拉孟特為核心的羅馬人文主義學者圈子沒有甚麼交往。
1530至1538年間，人文主義詩人吉安·喬治·特里西諾伯爵在威欽察郊外按照古羅馬建築的風格重建別墅。大約1536年，帕拉第奧到工地作石匠，伯爵發現他的天賦，傳授他知識，而且用古希臘智慧女神雅典娜名字「帕拉斯」的變體作為他的姓氏。特里西諾將帕拉第奧帶到羅馬。1545年至1547年，帕拉第奧在羅馬測繪了許多精美的廢墟，與維特魯威製定的建築原則相參照，開闊了他的眼界。他也一度迷戀米開朗基羅的作品，但是很快擺脫了後者的影響。他最具特色的建築創作，都是建立在維特魯威的原則和比例和諧的數學理論之上的。而他所運用的建築語彙，則是古典柱式或伯拉孟特風格的裝飾。
帕拉第奧的理論俱備的高度影響力，與他的著作《建築四書》（I quattro libri dell'architettura）的流行是分不開的。這一部書的木版畫插圖尤為出色，建築細節表現得很到位，完全可以作為設計參考資料使用。同時帕拉第奧並沒有將分析對象完全局限在古羅馬建築上，也有對坦比哀多禮拜堂的圖解分析和他本人的一系列設計作品。

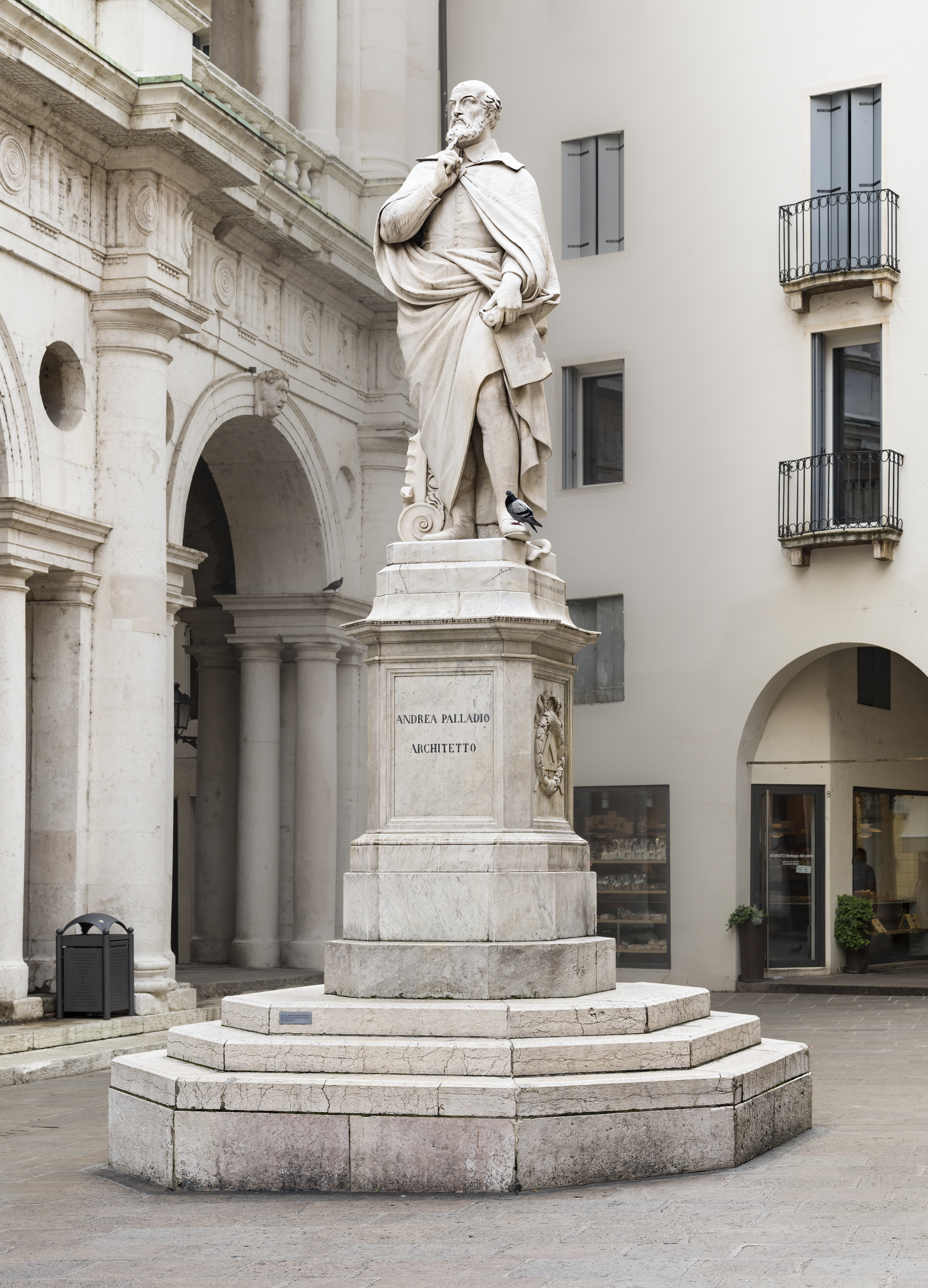
Andrea Palladio
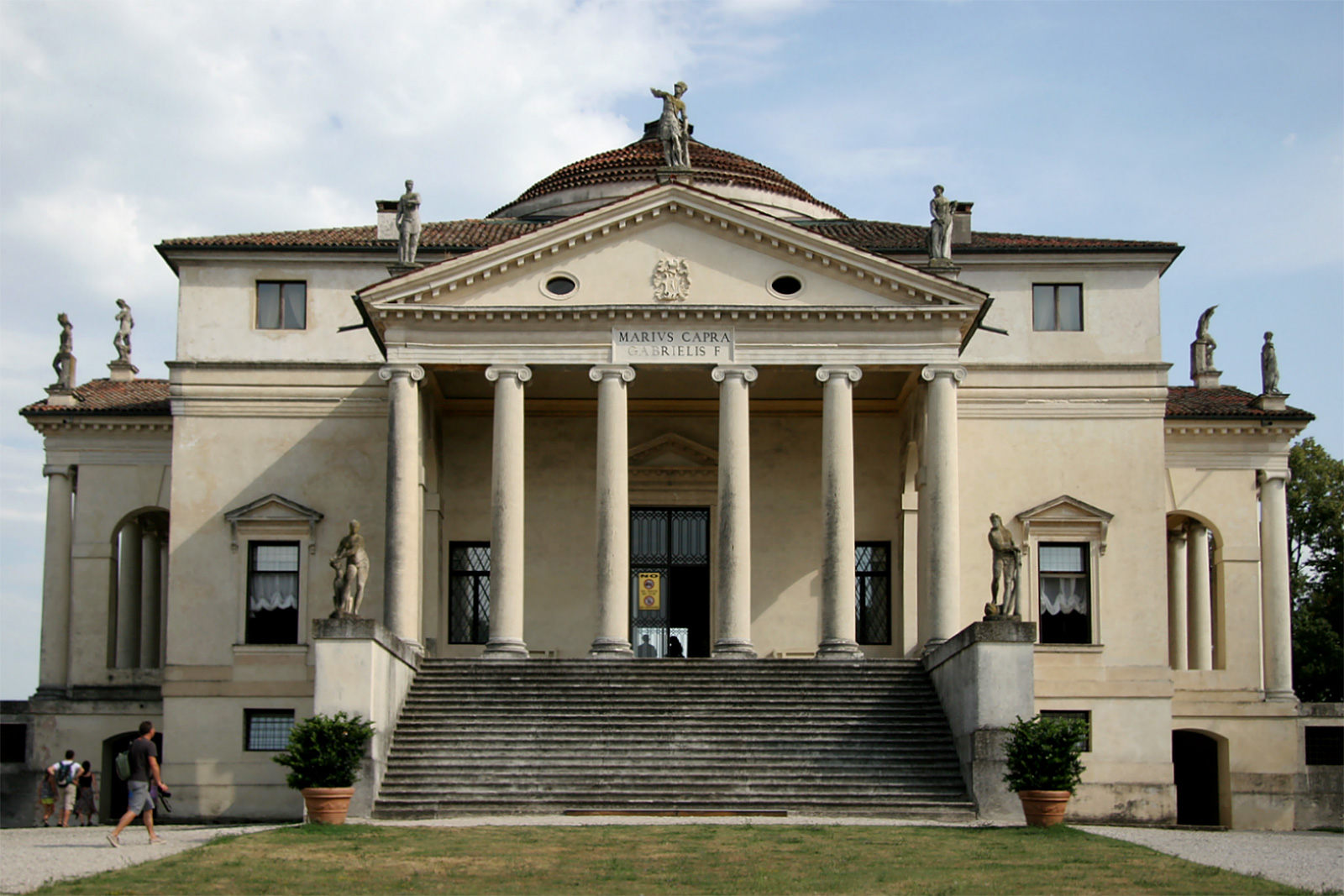
圓廳別墅
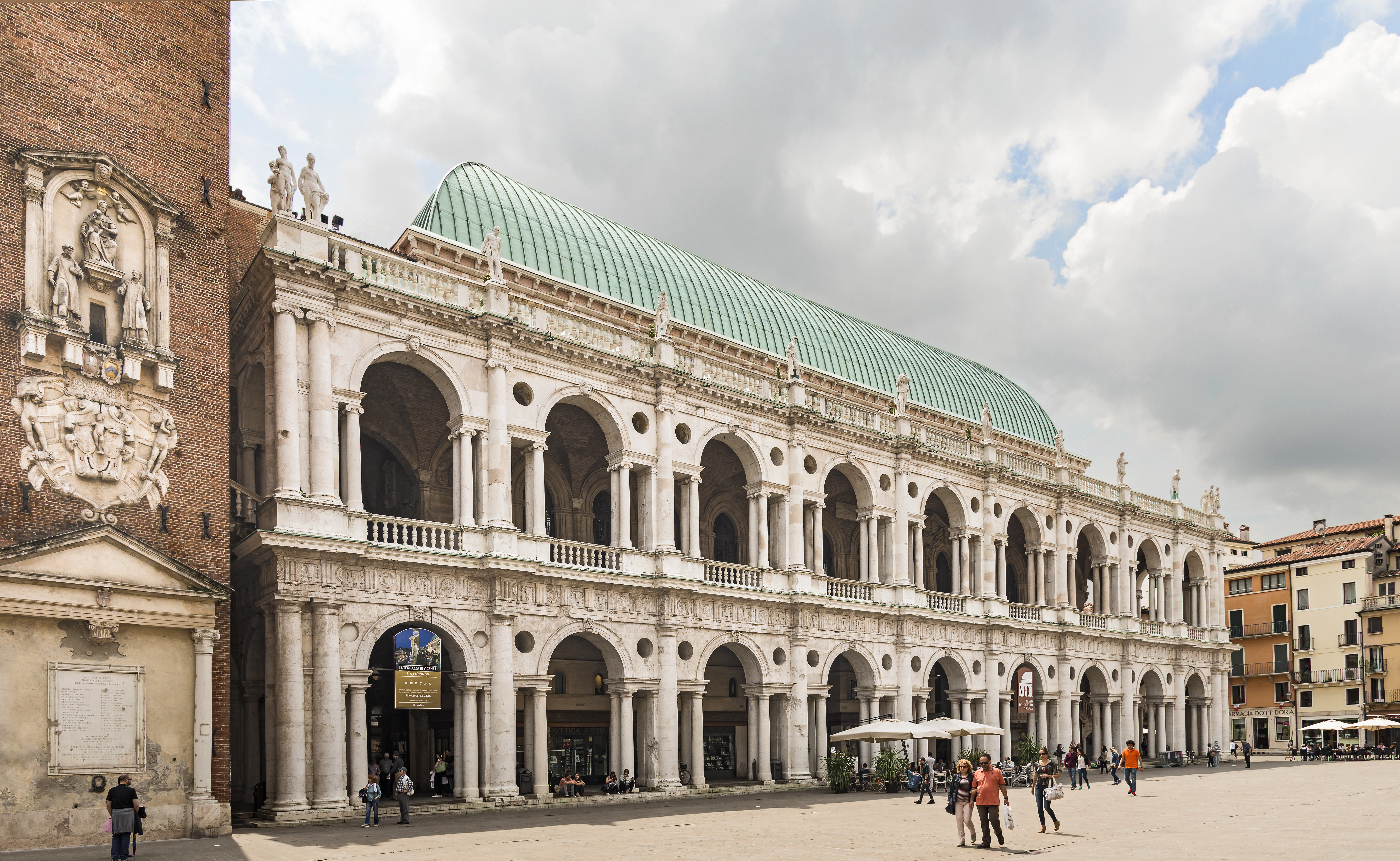
Basilica Palladiana
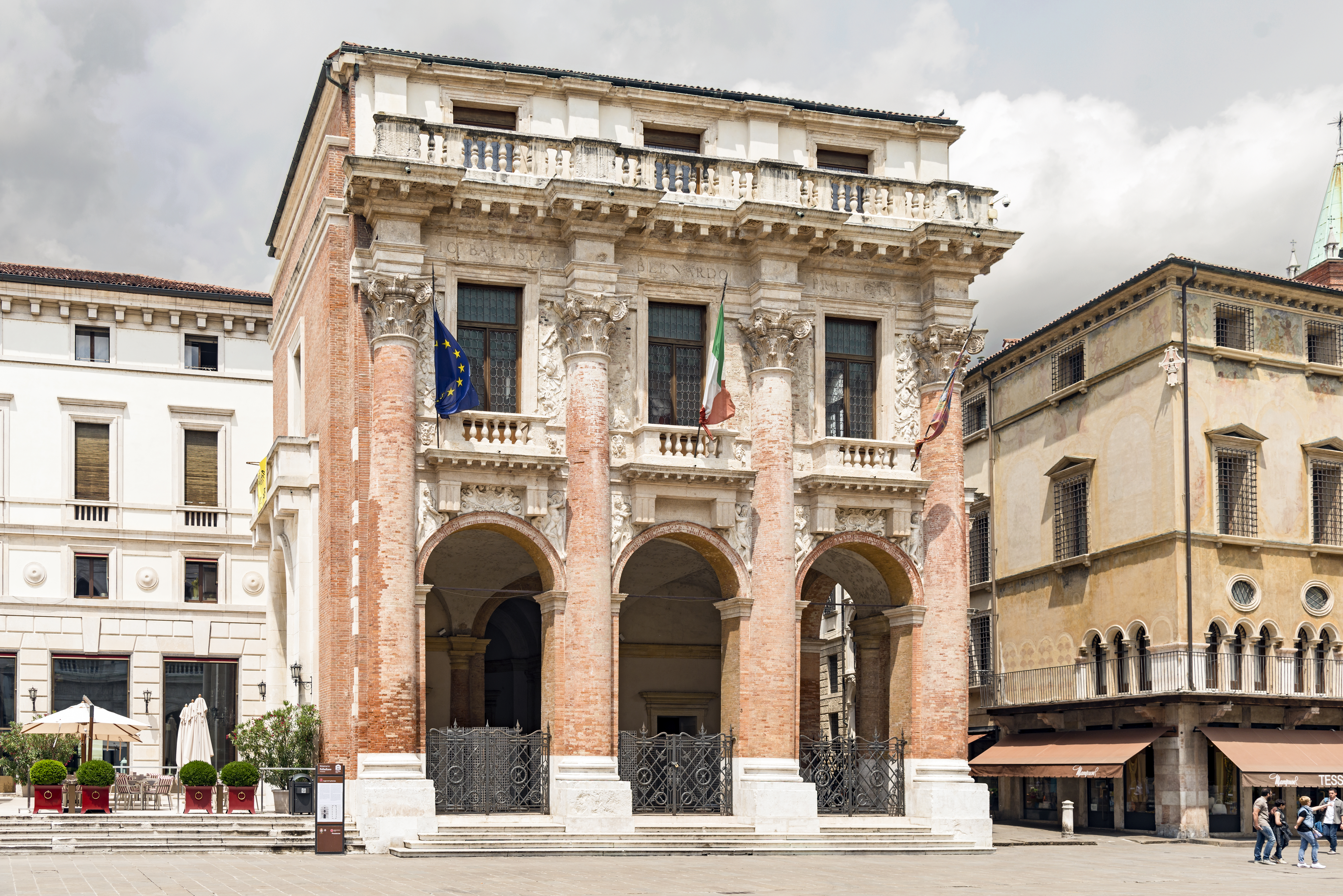
Palazzo del Capitanio
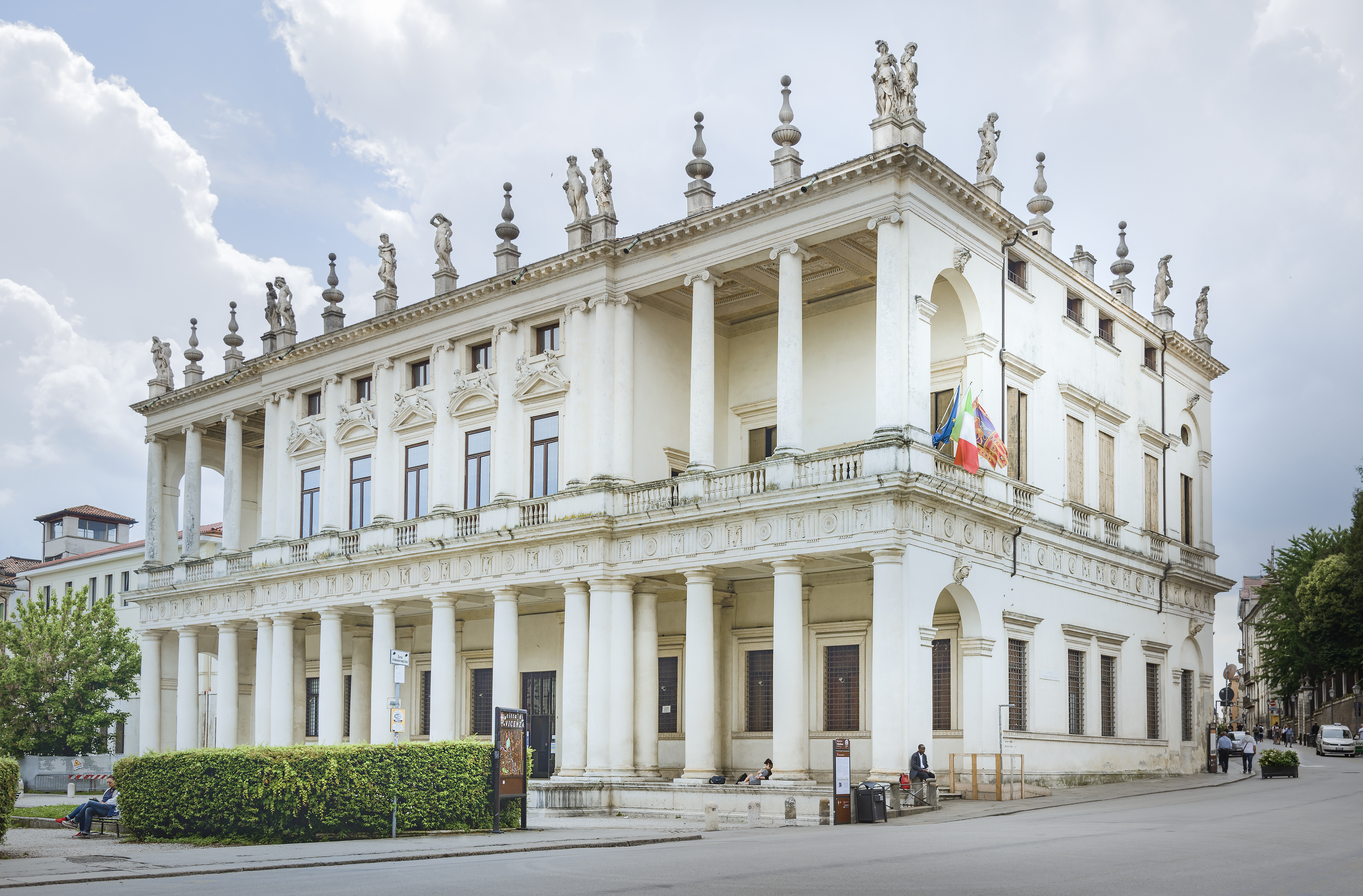
Palazzo Chiericati
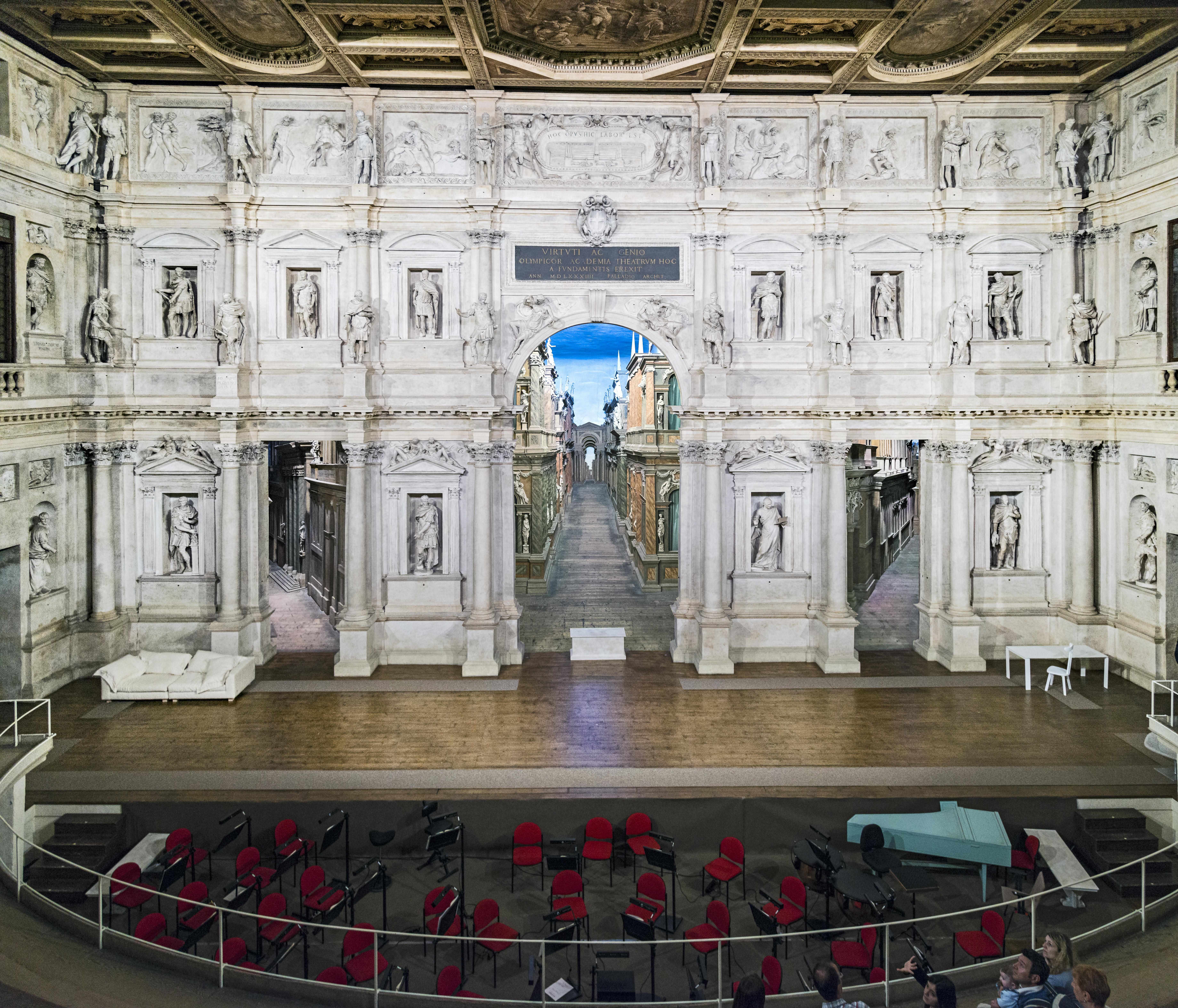
Teatro Olimpico
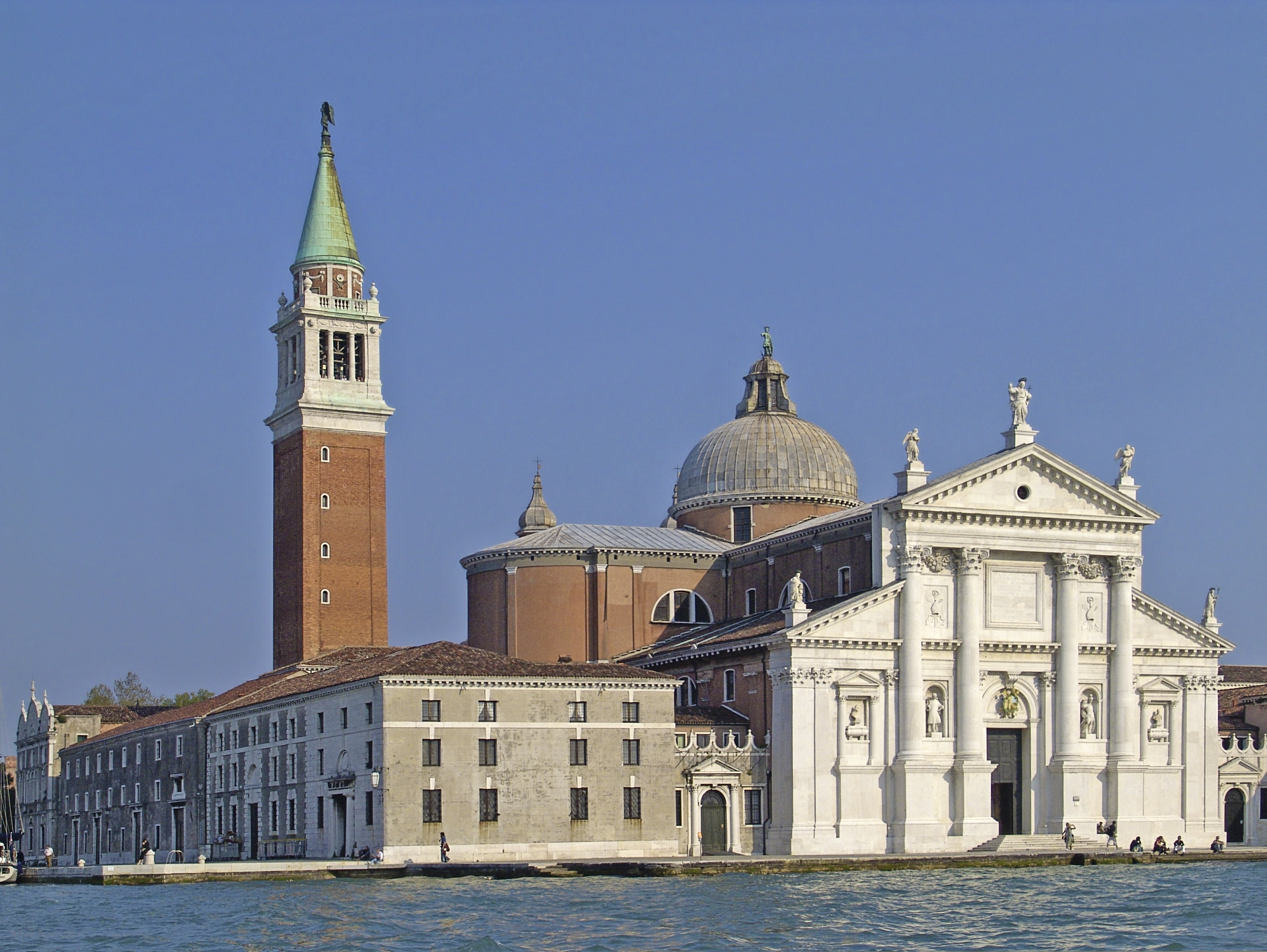
San Giorgio Maggiore

## 另見
- 帕拉第奧式建築
- 聖喬治馬焦雷教堂